# Jadranka Stojakovici
Jadranka Stojaković (sârbă cu alfabetul chirilic: Јадранка Стојаковић, n. 24 iulie 1950, Sarajevo, Republica Socialistă Bosnia și Herțegovina, Iugoslavia – 3 mai 2016, Banja Luka, Bosnia și Herțegovina) a fost o cântăreață și compozitoare bosniacă populară în Iugoslavia datorită timbrului ei vocal unic. Cele mai cunoscute hituri ale ei sunt Sve smo mogli mi, Što te nema și Bistre vode Bosnom teku.

## Biografie
S-a născut în Sarajevo, într-o familie de profesori. Primii ani de viață i-a petrecut într-un sat în apropiere de Novi Grad, unde părinții ei lucrau ca profesori. Părinții ei au divorțat și ea s-a mutat împreună cu mama ei la Sarajevo, apoi s-au tot mutat în sate mici, în care era nevoie de profesori, unde mama ei găsise de lucru. Majoritatea copilăriei și-a petrecut-o în aceste sate.
La vârsta de 16 ani, s-a alăturat trupei de jazz a unchiului ei Vukašin Radulović și a cântat alături de ei prin toată țara precum și prin Europa (în principar Germania). În 1981, a cântat vocea a doua alături de Ismeta Dervoz, cunoscută sub numele de scenă Vajta, la Concursul Muzical Eurovision 1981 din Irlanda. La Jocurile Olimpice de iarnă din 1984, ținute la Sarajevo, a cântat melodia tematica oficială a Jocurilor.
A locuit în Japonia din 1988, până în 2011. În 2009, a suferit un accident pe scenă, împiedicându-se de un cablu în timpul unui concert. A fost diagnosticată cu scleroză laterală amiotrofică. După ce a primit o compensație modestă pentru accidentare, s-a mutat înapoi în Bosnia și a continuat lupta cu dizabilitatea. Ea a disputat un apartament din Sarajevo, care i-a fost luat cât timp a fost în străinătate. Cu toate acestea, a continuat să compună și să scrie melodii.
După întoarcerea din Japonia, a luat parte la cateva concerte în 2011. La un moment dat, s-a retras la un azil din Banja Luka, deoarece boala s-a agravat. A murit în azil pe 3 mai 2016.  A fost înmormântată pe 9 mai 2016 la Vrbanja, o mahala din Banja Luka.

## Albume
1. Svitanje (Zori de zi), LP 8018, Diskoton Sarajevo, 1981.
2. Da odmoriš malo dušu (Odihnește-ti sufletul puțin), LP 8052, Diskoton, Sarajevo, 1982,
3. Sve te više volim (Te iubesc mai mult și mai mult), LP 3149, Sarajevo disk, Sarajevo, 1985.
4. Vjerujem (Eu cred) LP 2122677, PGP RTB Belgrade, 1987
5. Baby Universe, Omagatoki Records, 1996[7]